# الصراع الإسرائيلي اللبناني
هذا تسلسل زمني لأهمّ الأحداث خلال النزاع بين لبنان وإسرائيل:
- 1978 الجيش الإسرائيلي يقوم بغزو جنوب لبنان لغرض مطاردة المقاتلين الفلسطينين كعملية انتقامية لهجوم فلسطيني على حافلة ركاب إسرائيلية في تل أبيب ادت إلى مقتل 35 إسرائيليا ولكن الأزمة انتهت بتدخل مجلس الأمن وانسحاب إسرائيل.[1]
- 1982 إسرائيل تجتاح الحدود اللبنانية مرة أخرى وتسيطر هذه المرة على اجزاء من بيروت وادى هذا الاجتياح إلى مقتل زهاء 14000 مدني من اللبنانيين والفلسطينيين ونتيجة لهذا الاجتياح تشكل حزب الله وأصبح من ابرز اطراف المقاومة للاحتلال الإسرائيلي. وفي نفس السنة وفي شهر سبتمبر تقع أحداث مذبحة صبرا وشاتيلا.[1]
- 1985 إسرائيل تنسحب إلى الحدود اللبنانية وتشكل منطقة حدودية عازلة داخل الجنوب اللبناني وتقوم إسرائيل بعملية تبادل اسرى وتقايض 1,150 سجين لبناني وفلسطيني مقابل 3 جنود إسرايليين تم اسرهم من قبل المقاومة الفلسطينية.
- 1986 تم إسقاط طائرة حربية إسرائيلية في الجنوب اللبناني وتم اسر الطيار رون عاراد ولايزال مصيره مجهولا.[2]
- 1992 المقاتلات الحربية الإسرائيلية تستهدف زعيم حزب الله عباس الموسوي ويتم اغتياله والحزب يختار حسن نصرالله زعيما بدلا من موسوي.
- 1993 قصف مدفعي وجوي إسرائيلي شديد على الجنوب اللبناني مستهدفة معاقل حزب الله.
- 1994 جنود إسرائيليون يختطفون أحد قياديي المقاومة اللبنانية، مصطفى ديراني والمقاتلات الإسرائيية تقصف موقعا لحزب الله وتقتل 50 من مقاتلي الحزب.
- 1996 إسرائيل تقصف محطات الكهرباء اللبنانية ويتسبب القصف في مقتل 100 مدنيا كانوا محتمين في قاعدة الأمم المتحدة في قانا.[2]
- 1997 حزب الله يتمكن من قتل 12 جندي إسرائيلي في جنوب لبنان.
- 2000 إسرائيل تنسحب من المنطقة الحدودية العازلة داخل لبنان وتتراجع إلى داخل حدودها الدولية.
- 2004 حزب الله يقوم بصفقة تبادل اسرى وتم استبدال رجل أعمال إسرائيلي ورفات 3 جنود تم قتلهم في أكتوبر 2000 مقابل 436 سجين ورفات 59 شهيد لبناني.[2]
- 2006 العدوان الإسرائيلي على لبنان 2006.
- 2019
  - تحطّم طائرتين إسرائيليتين بدون طيار في الضاحية الجنوبية لبيروت، فوق مركز إعلامي لحزب الله، مما أدى لأضرار في المبنى وجرح 3.
  - طائرة إسرائيلية تشن هجومًا على قاعدة عسكرية تتبع الجبهة الشعبية لتحرير فلسطين – القيادة العامة في بلدة قوسيا بالبقاع قُرب الحدود مع سوريا.[3]
  - 2023 طوفان الاقصى ,وقعت سلسلة من الاشتباكات الحدودية على طول الحدود الإسرائيلية اللبنانية حيث في 8 تشرين الأول/أكتوبر، شن حزب الله هجوماً مدفعياً على مواقع إسرائيلية في مزارع شبعا؛ وقد قوبل هذا بالرد حينما أطلقت القوات الإسرائيلية قذائف مدفعية وقصف جوي على بلدة كفرشوبا ومزرعة بسطرة.[4][5]

## أسماء في تاريخ الصراع اللبناني - الإسرائيلي
| أسماء في تاريخ الصراع اللبناني - الإسرائيلي | أسماء في تاريخ الصراع اللبناني - الإسرائيلي | أسماء في تاريخ الصراع اللبناني - الإسرائيلي |
| الاسم                                       | الصورة                                      | نبذة |
| ------------------------------------------- | ------------------------------------------- | --- |
| سمير القنطار                                |                                             | أقدم سجين لبناني في إسرائيل منذ 28 عاماً. حكم بسجن الأبدي في محكمة إسرائيلية بعد أن نفذ "عملية القائد جمال عبد الناصر" في 22 إبريل 1979، قتل فيها شرطي إسرائيلي، وجرح اثني عشر آخرين. |
| يحيى سكاف                                   |                                             | من المفقودين، بينما يؤكد ذووه وجوده في السجون الإسرائيلية، شارك سكاف في عملية كمال عدوان، التي نفذتها مجموعة من حركة فتح بقيادة دلال المغربي، على طريق حيفا- تل أبيب |
| عباس الموسوي                                |                                             | القيادي في حزب الله اللبناني استشهد مع زوجه وابنه و-4 أشخاص آخرين في عملية اغتيال منظمة نفذتها مروحية إسرائيلية في بلدة جبشيت جنوب لبنان فبراير 1992 |
| غالب عوالي                                  | --                                          | أحد كوادر حزب الله اللبناني، اغتيال في انفجار سيارة مفخخة في ضاحية بيروت الجنوبية يوليو 2004 |
| الشيخ عبد الكريم عبيد                       |                                             | شيخ بلدة جبشيت، من أفراد حزب الله اللبناني. اختتفه الجيش الإسرائيلي من بيته إلى إسرائيل في 28 يوليو 1989. أطلق صراحه في 24 يناير 2004 في إطار صفقة بين إسرائيل وحزب الله بوساطة جهاز الأمن الألماني. |
| مصطفى الديراني                              |                                             | كان من أفرد حركة أمل اللبنانية، ثم أبعدته الحركة حيث أنشأ منظمة "المقاومة المؤمنة". قبض على الجندي الإسرائيلي الأسير رون أراد ثم فقده أو سلمه لمنظمة أخرى. اختطفه الجيش الإسرائيلي من بيته إلى إسرائيل في 1994. أطلق صراحه في 24 يناير 2004 في إطار صفقة بين إسرائيل وحزب الله بوساطة جهاز الأمن الألماني. |
| عمر سواعد                                   |                                             | جندي إسرائيلي عربي مسلم من قرية وادي سلامة البدوية في الجليل الأعلى. قتل في هجوم حزب الله على دورية إسرائيلية في منطقة مزارع شبعا جنوبي الخط الأررق عام 2000، ثم اختطف حزب الله جثته. تمت إعادة جثته إلى إسرائيل في 24 يناير 2004 في إطار صفقة بين إسرائيل وحزب الله بوساطة جهاز الأمن الألماني.           |
| بيني أفراهام                                |                                             | جندي إسرائيلي قتل في هجوم حزب الله على دورية إسرائيلية في منطقة مزارع شبعا جنوبي الخط الأررق عام 2000، ثم اختطف حزب الله جثته. تمت إعادة جثته إلى إسرائيل في 24 يناير 2004 في إطار صفقة بين إسرائيل وحزب الله بوساطة جهاز الأمن الألماني.                                                                  |
| عادي أفيطان                                 |                                             | جندي إسرائيلي قتل في هجوم حزب الله على دورية إسرائيلية في منطقة مزارع شبعا جنوبي الخط الأررق عام 2000، ثم اختطف حزب الله جثته. تمت إعادة جثته إلى إسرائيل في 24 يناير 2004 في إطار صفقة بين إسرائيل وحزب الله بوساطة جهاز الأمن الألماني.                                                                  |
| إلحنان تينينبويم                            |                                             | مواطن إسرائيلي كان ضابطا في جيش الاحتياط الإسرائيلي. وصل إلى دبي بجواز سفر مزور بعد أن تورط في صفقة بيع المخدرات. اختطفه حزب الله من دبي إلى لبنان عام 2000. أطلق صراحه في 24 يناير 2004 في إطار صفقة بين إسرائيل وحزب الله بوساطة جهاز الأمن الألماني.                                                    |
| إيهود غولدواسير                             |                                             | جندي إسرائيلي تم خطفه من شمالي إسرائيل من قبل حزب الله في 12 يوليو 2006. |
| إلداد ريجيف                                 |                                             | جندي إسرائيلي تم خطفه من شمالي إسرائيل من قبل حزب الله في 12 يوليو 2006. |
| رون أراد                                    | align="CENTER" class="dark"                 | طيار إسرائيلي سقطت طائرته خلال غارة جوية على لبنان عام 1986 فتم أسره من قبل حركة أمل. ثم قبض علية مصطفى الديراني حتى سلمه (أو اختتف منه) لمنظمة أخرى. لا يزال مصيره مجهولا منذ 1988. |

## صفقات تبادل الأسرى
بالرغم من الاعتراضات الموجهة لصفقات تبديل الأسرى من كلا الجانبين فقد قامت إسرائيل في تاريخ نزاعها مع العرب بعدة صفقات من هذا النوع. في عام 1985 قامت إسرائيل بتحرير 1,150 اسيرا فلسطينيا مقابل 3 جنود إسرائيلين كانوا معتقلين في لبنان. في عام 2004 وبوساطة ألمانية تم تبادل 436 اسير مقابل رجل أعمال إسرائيلي محتجز لدى حزب الله ورفات 3 جنود إسرائيليين تم قتلهم في أكتوبر 2000. يكمن اعتراض الجانب العربي على هذه الصفقات كونها لاتشمل أسماء قياديين بارزين في المعتقلات الإسرائيلية ومنهم مروان البرغوثي وسمير القنطار الذي يعتبر أقدم أسير لبناني في إسرائيل، معتقل منذ 28 عاماً بينما يعترض الجانب الإسرائيلي على هذه الصفقات كونها غير متكافئة من حيث العدد وتوفر فرصة واحتمالية لتجنيد السجناء المحررين في صفوف القوات المقاومة للاحتلال الإسرائيلي
انتهج حزب الله منذ بدايات 2006 سياسة خطف جنود إسرائيليين ومبادلتهم بأسرى فلسطينيين وعرب بالمعتقلات الإسرائيلية، ويُقدر عدد الأسرى العرب في السجون الإسرائيلية بعشرة آلاف أسير  وفي 14 يوليو 2006 أكد الأمين العام لحزب الله، حسن نصر الله أن «الأسيرين إيهود غولدواسير وإلداد ريجيف لن يعودا إلا بالتفاوض غير المباشر وتبادل الأسرى»
. ورفضت الحكومة الإسرائيلية مؤخرا مطالب جماعات مسلحة فلسطينية، اختطفت الجندي الإسرائيلي جلعاد شاليط في هجوم بجنوب إسرائيل، بإطلاق سراح ألف أسير عربي من السجون الإسرائيلية ونفى نصر الله أن يكون هناك رابط بين خطف شاليط في غزة في يونيو 2006 وخطف الجنديين الإسرائيليين في جنوب لبنان في 12 يوليو 2006.